# Sarah Cook
Sarah Ann Patrici Cook (Brisbane, 4 de febrero de 1985) es una deportista australiana que compitió en remo.
Ganó dos medallas en el Campeonato Mundial de Remo, en los años 2006 y 2010. Participó en dos Juegos Olímpicos de Verano, ocupando el décimo lugar en Pekín 2008 (dos sin timonel) y el sexto en Londres 2012 (ocho con trimonel).

## Palmarés internacional
| Campeonato Mundial | Campeonato Mundial        | Campeonato Mundial | Campeonato Mundial |
| Año                | Lugar                     | Medalla            | Prueba             |
| ------------------ | ------------------------- | ------------------ | ------------------ |
| 2006               | Eton (Reino Unido)        | Medalla de bronce  | Ocho con timonel   |
| 2010               | Cambridge (Nueva Zelanda) | Medalla de plata   | Cuatro sin timonel |